# Gimmel (band)

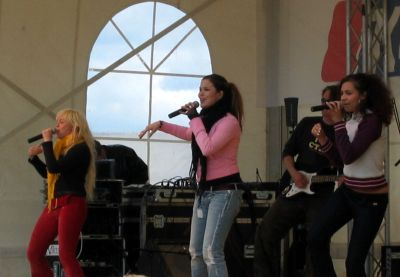
Gimmel in 2003

Gimmel was een Finse meidengroep die bestond van 2002 tot 2004.
In de lente van 2002 werd een Finse Popstars georganiseerd om een popgroep op te richten. 454 kandidates schreven zich in en 25 meisjes raakten in de finaleronde. De leden van de eerste Popstarsband waren Jenni Vartiainen, Susanna "Suski" Korvola, Ushma Karnani en Jonna Pirinen. Na een paar weken ontstonden er spanningen in de groep en verliet Jonna Pirinen de band om een solocarrière te beginnen.
De andere meisjes gingen verder onder de naam Gimmel. Dit is de derde letter in het Hebreeuwse alfabet en het betekent ook "drie".
De eerste single, Etsit muijaa seuravaa, kwam uit op 25 oktober 2002 en werd binnen een paar dagen goud en na anderhalve week platina. Het nummer stond vier weken op de hoogste positie in de Finse hitparade.
Het eerste album, Lentoon, verscheen op 22 november 2002 en belandde onmiddellijk op de eerste positie in de hitlijsten. Er werden 85.000 exemplaren van verkocht, goed voor platina en het meest verkochte album van het jaar.
Gimmel won in 2003 drie prijzen op de Finse Emmy Awards: beste rock/popnieuwkomer, debuutalbum van het jaar en meest verkochte album van het jaar.
In de zomer van 2003 verscheen het tweede album, Kaksi kertaa enemmän.
De band ging op 16 oktober 2004 uit elkaar. Jenni Vartiainen begon daarna aan een zeer succesvolle solocarrière.